# 棋盘榧螺
棋盘榧螺（学名：Oliva tessellata），是新腹足目榧螺科榧螺属的一种。主要分布于印度尼西亚、台湾，常栖息在浅海。